# 日野・P型エンジン

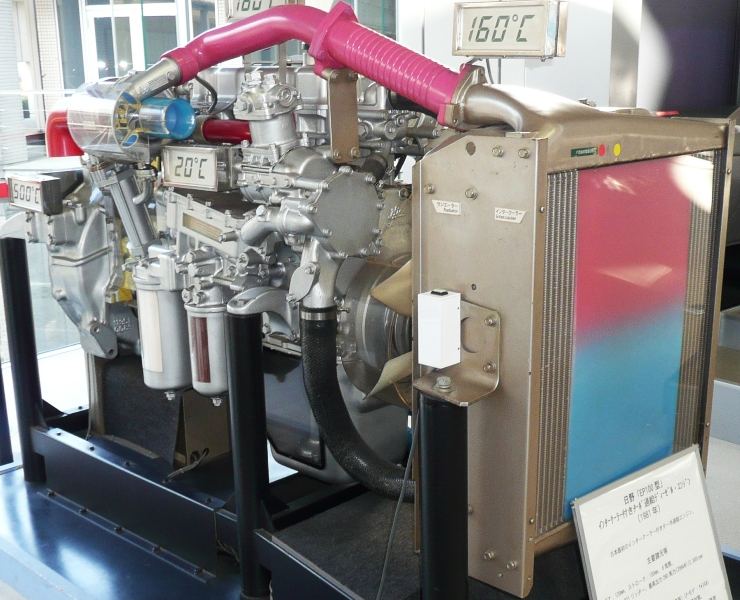
EP100

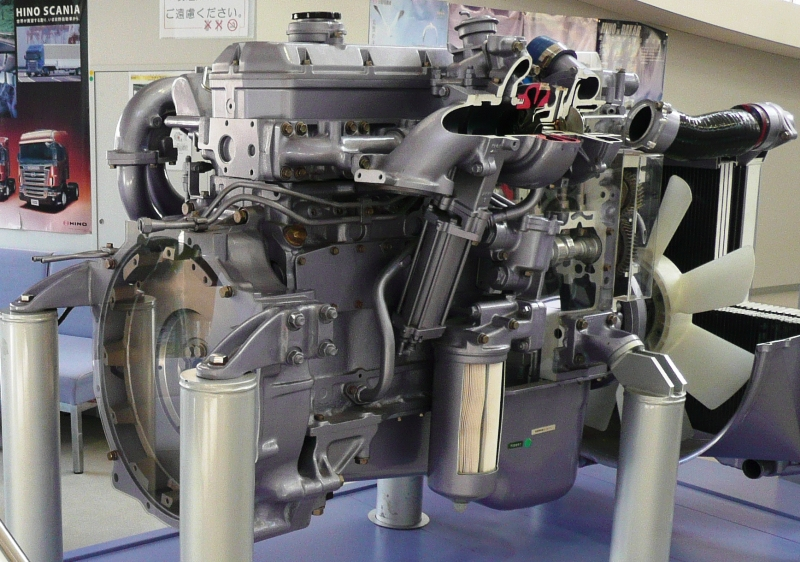
P11C

日野・P型エンジンは、日野自動車が生産している大型トラック・バス用および産業用直列6気筒OHVディーゼルエンジンである。

## 歴史
1981年、それまでのZM／KF／KS系をフルモデルチェンジして登場したスーパードルフィンは、当時の主流であった無過給エンジンに加え、市販自動車用としては日本初のインタークーラーターボエンジン・EP100が搭載された。これが後にP09Cとなり、さらにP11Cとなる。2007年には後継のA09Cが登場している。全て4弁化をしている。

## バリエーション

### EP100
1982年登場。排気量は8,821cc。
- 搭載車種
  - スーパードルフィン

### P09C
1990年登場。排気量は8,821cc。
- 搭載車種
  - スーパードルフィン

### P11C
1992年登場。排気量は10,520cc。
- 搭載車種
  - トラック：スーパードルフィンプロフィア、プロフィア、レンジャー（輸出向けトラクタ）
  - バス：ブルーリボン（ノンステップ）、ブルーリボンシティ（HIMR・ハイブリッドを除く）、セレガR（ハイブリッドと瀋陽日野製：中国向け）、トヨタ・IMTS（CNG改）
  - その他：MH